# Денискевич Микола Михайлович
Микола Михайлович Денискевич (9 травня 1904, село Закаблуки Мінського повіту Мінської губернії, тепер Мінського району Мінської області, Республіка Білорусь — розстріляний 29 жовтня 1937, місто Мінськ, тепер Республіка Білорусь) — білоруський радянський діяч, 2-й секретар ЦК КП(б) Білорусії. Член Бюро ЦК КП(б) Білорусії з 20 червня до 29 липня 1937 року.

## Життєпис
Народився в родині робітника-рамника в селі Закаблуки Мінського повіту (за іншими даними — в Мінську).
У 1917 році закінчив початкове залізничне училище в місті Коврові Владимирської губернії. У 1920 році закінчив вище початкове залізничне училище в місті Мінську. У 1920 році вступив до комсомолу.
У січні — квітні 1921 року — представник молоді дільниці профспілки залізничників у Мінську.
Кандидат у члени РКП(б) з січня 1921 року, член РКП(б) з липня 1921 року.
У травні 1921 — грудні 1922 року — завідувач політпросвітвідділу та секретар Олександрівського міськрайонного комітету комсомолу (КСМ) в Мінську.
У грудні 1922 — жовтні 1923 року — секретар Борисовського районного комітету КСМ Білорусії.
У жовтні 1923 — червні 1924 року — секретар Ігуменського повітового та міського комітетів КСМ Білорусії.
У липні 1924 — грудні 1925 року — відповідальний секретар Толочинського районного комітету КСМ Білорусії Оршанського округу.
У січні 1926 — березні 1927 року — відповідальний секретар Оршанського окружного комітету ЛКСМ Білорусії.
У березні — серпні 1927 року — інструктор Оршанського окружного комітету КП(б) Білорусії.
У серпні 1927 — травні 1928 року — слухач Курсів повітових партійних працівників при ЦК ВКП(б) у Москві.
У травні 1928 — квітні 1930 року — відповідальний секретар Освейського районного комітету КП(б) Білорусії Полоцького округу.
У квітні — серпні 1930 року — інструктор Полоцького окружного комітету КП(б) Білорусії.
У серпні 1930 — січні 1931 року — завідувач організаційного відділу Лепельського районного комітету КП(б) Білорусії.
У січні 1931 — листопаді 1932 року — відповідальний секретар Глуського районного комітету КП(б) Білорусії.
У листопаді 1932 — березні 1933 року — заступник завідувача організаційного відділу Мінського міського комітету КП(б) Білорусії.
У березні 1933 — січні 1934 року — завідувач відділу кадрів (за іншими даними — загального відділу) ЦК КП(б) Білорусії.
У січні 1934 — травні 1937 року — 1-й секретар Ліозненського районного комітету КП(б) Білорусії.
У травні — червні 1937 року — 2-й секретар Вітебського міського комітету КП(б) Білорусії.
20 червня — 29 липня 1937 року — 2-й секретар ЦК КП(б) Білорусії. Одночасно входив до складу особливої трійки НКВС СРСР по Білоруській РСР.
26 липня 1937 року заарештований органами НКВС Білоруської РСР. 28 жовтня 1937 року виїзною сесією Військової колегії Верховного Суду СРСР у Мінськ засуджений до страти, розстріляний наступного дня у внутрішній в'язниці НКВС в Мінську.
Посмертно реабілітований Військовою колегією Верховного Суду СРСР 25 лютого 1956 року.